# Герцог Абрантес

Герб города Абрантиш в Португалии.

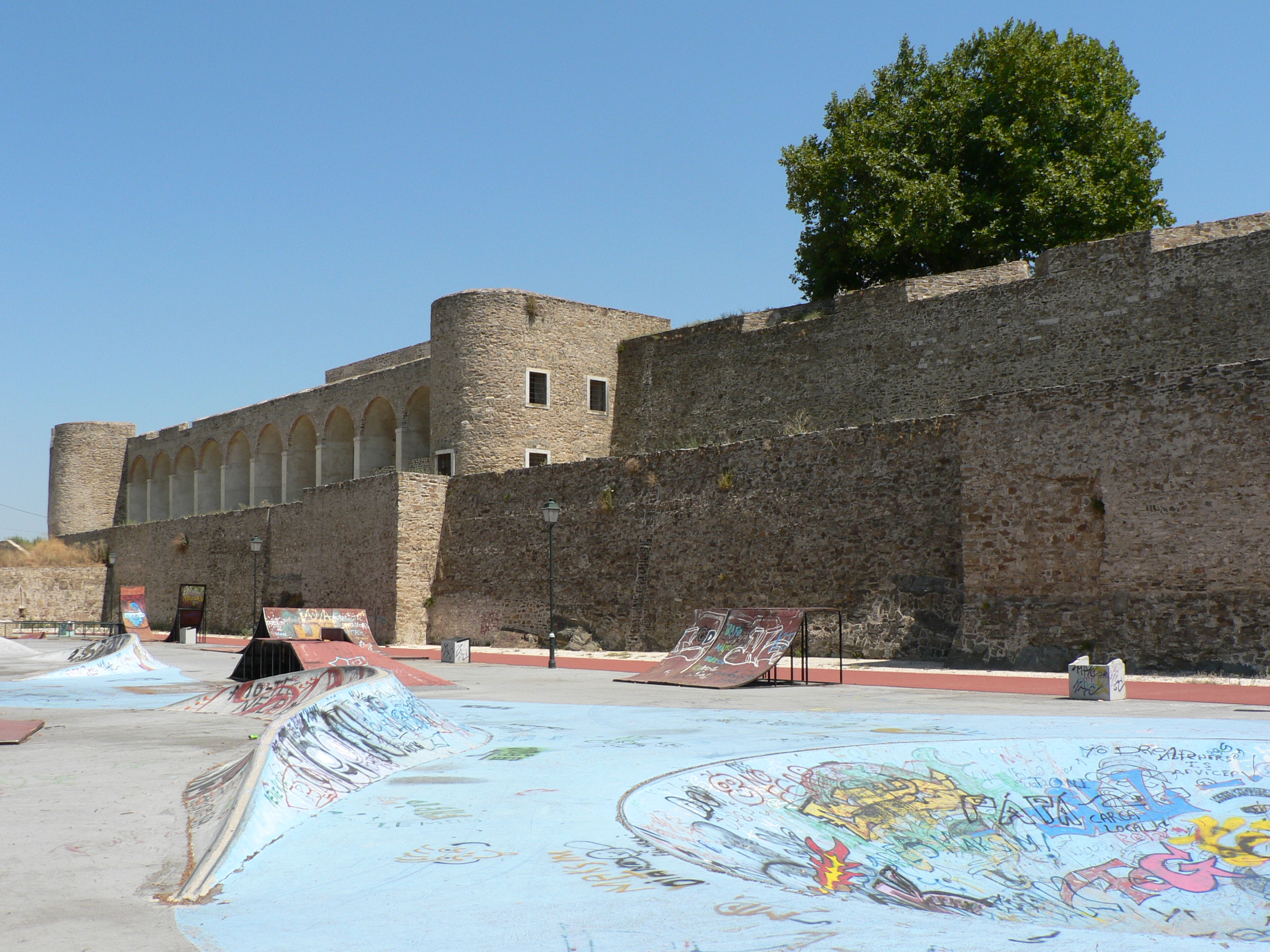
Замок Абрентес, Португалия.

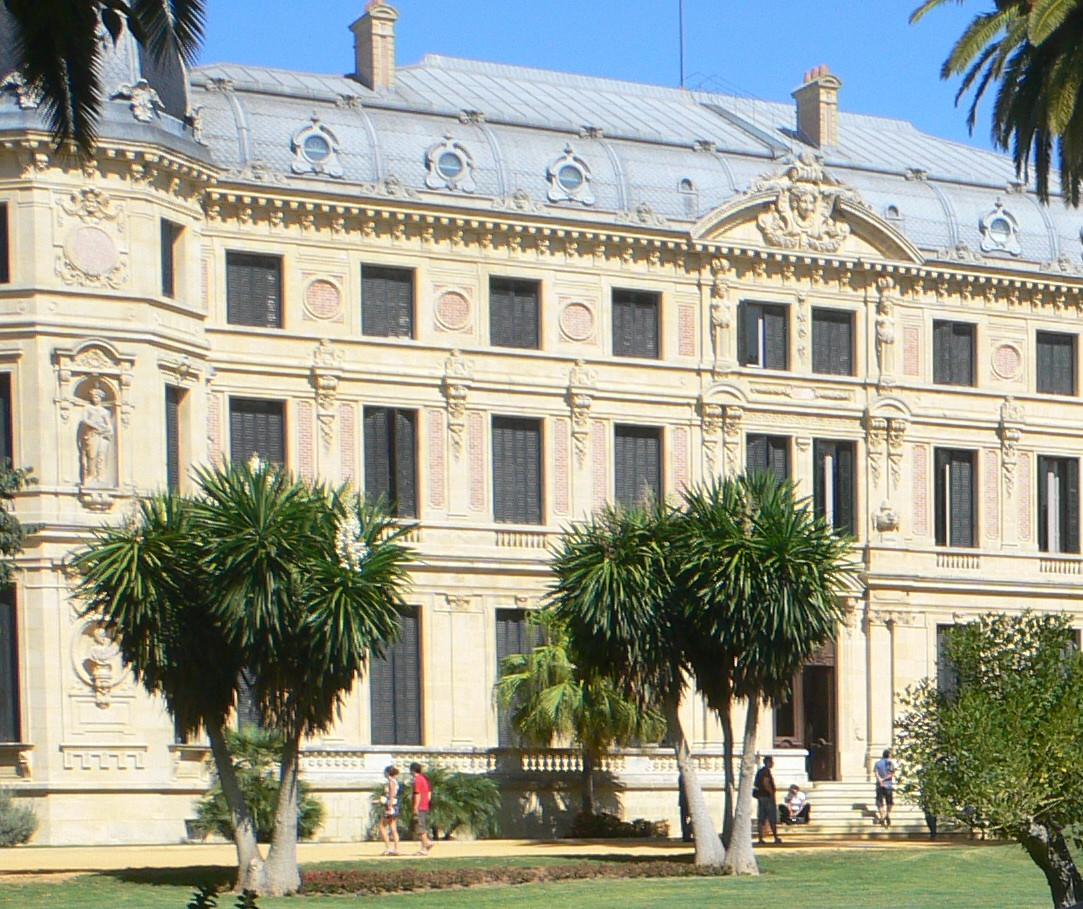
Дворец Абрантес в Хересе.

Герцог де Абрантес — испанский дворянский титул, созданный 23 марта 1642 года королем Филиппом IV для португальского аристократа Альфонсо Ланкастра и Ланкастра Энрикеса де Хирона (1597—1654), 1-го маркиза Пуэрто-Сегуро. Он был вторым сыном Альваро де Ланкастра, 3-го герцога де Авейро (1540—1626) и внуком Жорже де Ланкастра, герцога де Комбры (1481—1550), внебрачного сына короля Португалии Жуана II (1455—1495). Вместе с герцогским титулом Альфонсо де Ланкастр и Ланкастр Энрикес де Хирон получил титул маркиза де Сардуала. 2 сентября 1650 года Альфонсо Ланкастр, 1-й герцог де Абрантес, получил титул гранда Испании.
Название герцогского титула происходит от названия португальского муниципалитета Абрантиш (устаревшее название — Абрантес), округ Сантарен, Медиу-Тежу, Центральный регион Португалии. Ранее он входил в состав провинции Рибатежу.

## Другие титулы
Также существовало еще два титула герцогов де Абрантес:
- Титул герцога Абрантеса был создан в 1753 году королем Португалии Жозе I для Анны Марии де Лорены (1691—1761), которая стала 1-й герцогиней де Абрантес. В 1756 году после смерти своего брата она унаследовала титул 3-й маркизы де Абрантес. Её преемницей стала её дочь, Мария Маргарита де Лорена, 2-я герцогиня де Абрантес и 4-я маркиза де Абрантес (1713—1780). После смерти последней в 1780 году герцогский титул прервался.

- Титул герцога д’Абрантеса был создан в 1809 году французским императором Наполеоном Бонапартом для своего дивизионного генерала Жана Жюно (1771—1813), руководившего французским завоеванием Португалии и взятием Лиссабона. После падения Наполеона Лора Жюно, жена генерала Жюно, использовала этот титул как литературный псевдоним.

## Испанские герцоги де Абрантес
|                             | Титул | Период                      |
| Креация создана Филиппом IV | Креация создана Филиппом IV | Креация создана Филиппом IV |
| --------------------------- | --- | --------------------------- |
| I                           | Альфонсо де Ланкастр и Ланкастр Энрикес де Хирон (18 июня 1597—1654), второй сын сын Альваро де Ланкастра, 3-го герцога де Авейро (1540—1626) | 1642-1654                   |
| II                          | Агустин де Ланкастр и Санде (12 декабря 1639—1720), старший сын предыдущего и Аны де Санде Падильи, 2-й маркизы де Вальдефуэнтес (ок. 1610—1659) | 1654-1720                   |
| III                         | Хуан Мануэль де Ланкастр и Норонья (ум. в октябре 1733), третий сын предыдущего и Жоаны де Норонья (ок. 1640—1690) | 1720-1733                   |
| IV                          | Хуан Антонио де Карвахаль и Ланкастр (22 мая 1688 — 2 августа 1747), сын Бернардино де Карвахаля, 2-го графа де Enjarada (1668—1728), и Марии Хосефы де Ланкастр и Нороньи (                                                                                     | 1733-1747                   |
| V                           | Мануэль Бернардино де Карвахаль и Суньига (13 декабря 1739 — 4 декабря 1783), единственный сын предыдущего и Франсиски де Паула де Суньиги и Фернандес де Кордовы (ок. 1690—1742)                                                                                | 1747-1783                   |
| VI                          | Анхель Мария де Карвахаль и Гонзага (2 марта 1771—1793), сын предыдущего и Марии Микаэлы Горнзага и Караччоло (1745—1777) | 1783-1793                   |
| VII                         | Мануль Гильермо де Карвахаль и Ферднандес де Кордова (1790—1816), старший сын предыдущего и Висенты Фернандес де Кордовы и Пиментель (1768—1827) | 1793-1816                   |
| VIII                        | Анхель Мария де Карвахаль и Фернандес де Кордова (17 сентября 1793 — 20 апреля 1839), младший сын Анхеля Марии де Карвахалая и Гонзаги, 6-го герцога де Абрантеса, и Висенты Фернандес де Кордовы и Пиментель (1768—1827)                                        | 1816-1838                   |
| IX                          | Анхель Мария де Карвахаль и Тельес-Хирон (20 ноября 1815 — 3 января 1890), старший сын предыдущего и Марии Мануэлы Исидры Тельес-Хирон и Алонсо-Пиментель (1794—1838)                                                                                            | 1839-1890                   |
| X                           | Анхель Луис де Карвахаль и Фернандес де Кордова и Тельес-Хирон (1841 — 4 марта 1898), старший сын предыдущего и Марии де Африка Хосефы Фернандес де Кордова (1812—1866)                                                                                          | 1890-1898                   |
| XI                          | Мануэль Бернардино де Карвахаль и Гутьеррес де ла Конча (9 сентября 1868 — 24 апреля 1902), единственный сын предыдущего и Петры Гутьеррес де ла Конча и Товар, графини де Кансэлада и де Ленсес, маркизы де Ревилья и дель Дуэро (ум. 1908)                     | 1898-1902                   |
| XII                         | Кармен де Карвахаль и дель Алькасар (14 сентября 1901 — 7 января 1938), единственная дочь предыдущего и Марии дель Кармен дель Алькасар и Рока де Тогорес (1881—1924)                                                                                            | 1903-1939                   |
| XIII                        | Диего де Сулета и Карвахаль (6 августа 1923—1939), старший сын предыдущей и | 1939                        |
| XIV                         | Хосе Мануэль Сулета и Карвахаль (20 декабря 1927 — 15 октября 1992), сын Кармен де Карвахаль и дель Алькасар (1901—1938), 12-й герцогини де Абрантес, и Франсиско де Сулета-Реалес и Кейпо де Льяно, графа де Белалькасара (1896—1961), младший брат предыдущего | 1939-1992                   |
| XV                          | Хосе Мануэль Сулета и Алехандро (род. 8 декабря 1960), старший сын предыдущего и Виргинии Алехандро и Гарсии (род. 1936) | 1997 — настоящее время      |